# Brandenburgisches Apothekenmuseum
Das Brandenburgische Apothekenmuseum in Cottbus enthält eine Sammlung zur Apothekengeschichte. Es zeigt unter anderem eine Apothekeneinrichtung aus den 1930er-Jahren, eine Apothekeneinrichtung aus der DDR-Zeit, eine Gift- und Kräuterkammer, ein galenisches Laboratorium sowie jährlich wechselnde Ausstellungen. Die aktuelle (2022) Wechselausstellung unter dem Titel „ORA ET LABORA – Hildegard von Bingen und die Klostermedizin“ beschäftigt sich mit Heilmitteln und -methoden des Mittelalters.
Das straßenseitige Wohn- und Geschäftshaus sowie die Alte Löwenapotheke, die sich auf dem Hof befindet, bilden den denkmalgeschützten Museumskomplex.

## Geschichte
Der Cottbuser Stadtphysicus Dr. Peter Hosemann (1529–1591) erhielt im Jahr 1568 die Erlaubnis zum Betrieb einer Apotheke in der Stadt. Bereits in den vier Jahren zuvor wurde das Haus am Markt gebaut, in dem die Apotheke ab 1571 untergebracht war. Beim Cottbuser Stadtbrand im Jahr 1671 wurde das Gebäude stark beschädigt, das Kellergewölbe, die Werkstatt und die Laborräume blieben allerdings verschont. Bis 1675 wurde die erste Etage des Vorderhauses wiederhergestellt. Der hofseitige Gebäudeflügel kam vermutlich um 1700 dazu. Bis 1797 war die „Löwen-Apotheke“ die einzige Apotheke in Cottbus. In der ersten Hälfte des 19. Jahrhunderts wurde die Apotheke umgebaut.
In der DDR wurde die Apotheke im Jahr 1951 verstaatlicht. Seit demselben Jahr erfolgte der Aufbau einer pharmaziegeschichtlichen Sammlung in dem Gebäude, die seit 1989 als Museum zugänglich ist. Bei Instandsetzungsarbeiten an dem Haus im Jahr 1964 ging ein großer Teil der aus der Biedermeierzeit stammenden Einrichtung verloren. Seit 1980 steht das Gebäude unter Denkmalschutz. Der Betrieb als Apotheke wurde 1984 eingestellt. Vor der Eröffnung als Museum wurde das Apothekerhaus zwischen 1984 und 1989 umfassend saniert. Im Mai 2002 wurde das Museum von Niederlausitzer Apothekenmuseum in Brandenburgisches Apothekenmuseum umbenannt.

## Architektur

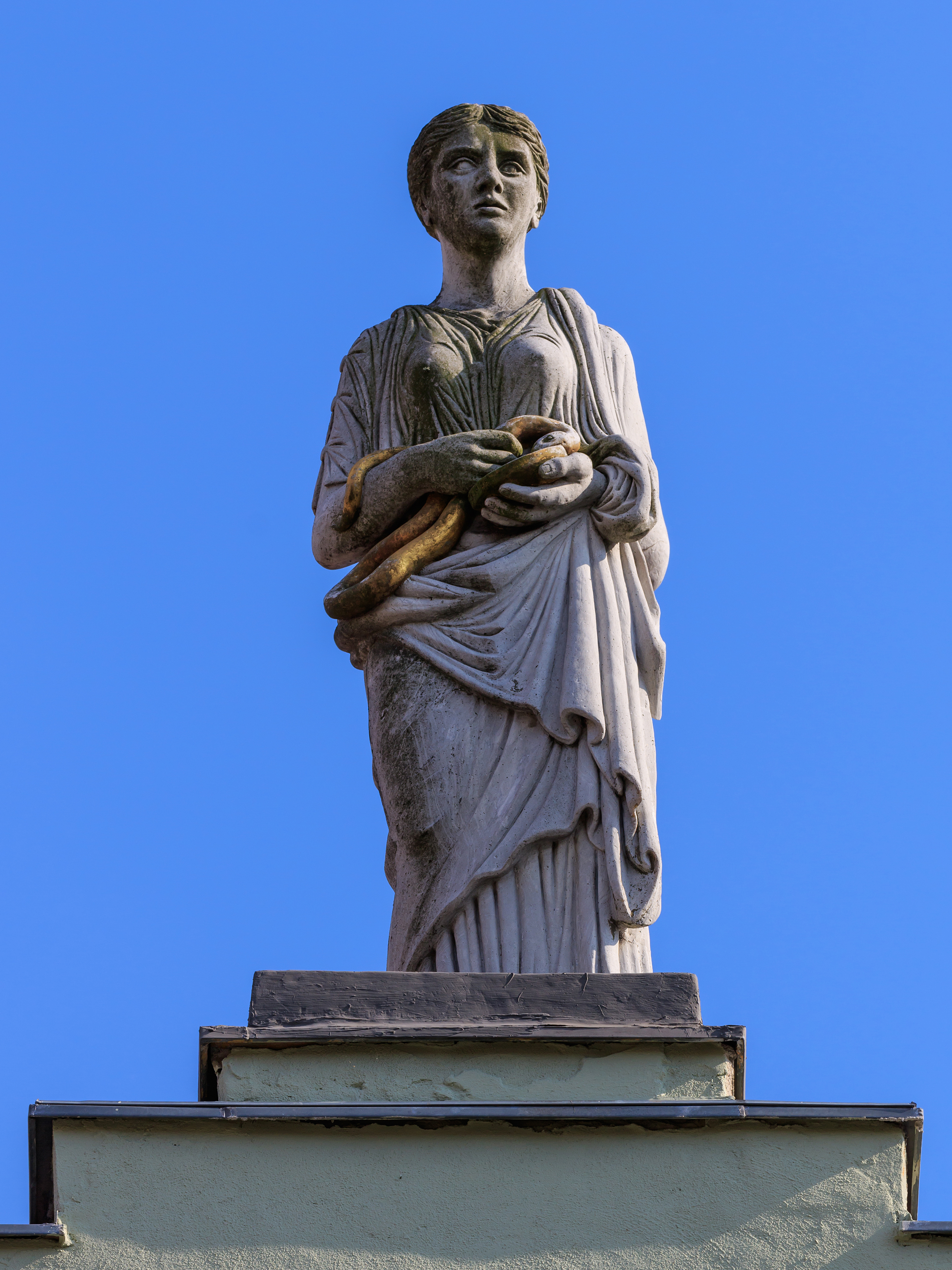
Hygieia-Figur auf dem Giebel

Das Vorderhaus ist ein dreigeschossiger, vierachsiger Putzbau mit repräsentativer Fassade unter Satteldach. Es hat einen aufwändig gestalteten Staffelgiebel aus der Zeit des Umbaus im 18. Jahrhundert mit einer Gliederung aus Gesimsen. Im Erdgeschoss ist die Fassade mit Putznutungen versehen. Die Rechteckfenster des ersten Obergeschosses haben gerade Verdachungen, die oberen Fenster haben Schlusssteine. Der Giebel ist von einer Figur der Hygieia aus Cottaer Sandstein bekrönt. Die ursprüngliche Figur aus Zinkguss stürzte 1962 vom Giebel und wurde dabei zerstört; die heutige Figur wurde 1988 von Dietmar Ohmke geschaffen. Das Erdgeschoss ist mit einem  Kreuzgratgewölbe überzogen. Die Offizin (Werkstatt der Apotheke) ist mit spätklassizistischen Schränken eingerichtet. Im Obergeschoss befindet sich ein Kachelofen aus dem späten 19. Jahrhundert. Das Dachwerk des Vorderhauses ist ein doppelt stehender Dachstuhl aus der Wiederaufbauzeit nach dem Stadtbrand.
Auf dem Innenhof wurde 1988 ein gemauerter Tiefbrunnen freigelegt; dieser ist der einzige überlieferte historische Brunnen in der Altstadt.

## Exponate

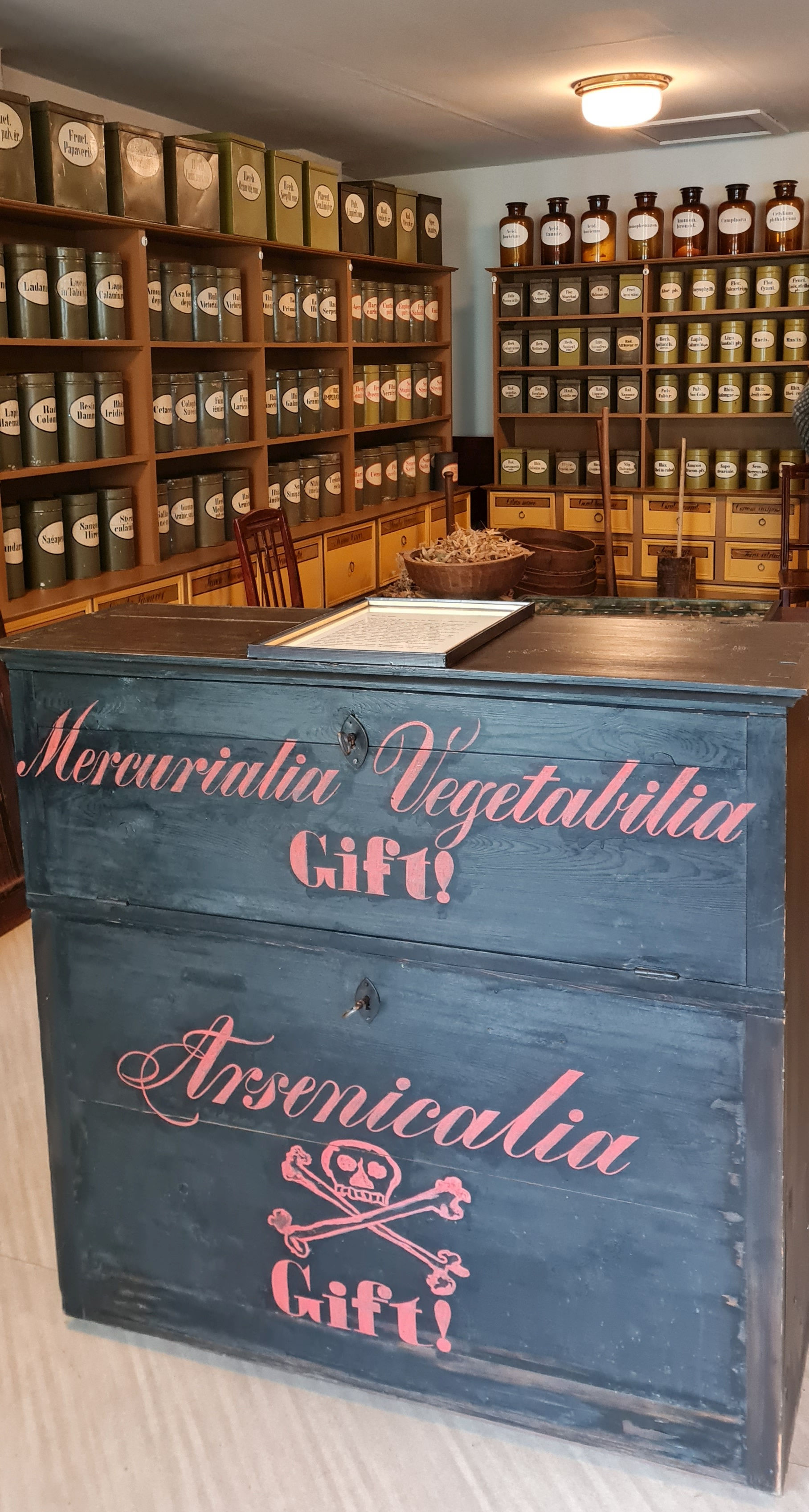
Kräuter- und Giftkammer

- Apothekenoffizin der Adler-Apotheke Peitz (ehem. Landkreis Cottbus) von 1930. Diese Offizin zeigt eine Apotheke, wie sie zu Zeiten der Gültigkeit des DAB 6 in der ersten Hälfte des 20. Jahrhunderts regelmäßig in Deutschland anzutreffen war. Gefäße aus Porzellan und Glas beinhalteten Arzneimittel, die für die zu dieser Zeit noch übliche Eigenherstellung benötigt wurden; Schaukästen zeigen jedoch auch schon die ersten Fertigarzneimittel.
- Kräuter- und Giftkammer mit hölzernen Schubladenschränken für Medizinaldrogen, Holzdosen und Arbeitsgeräten, ferner mehrfach gesicherte Giftschränke für pharmazeutisch verwendete Gefahrstoffe sowie Gifte, die Kunden gegen Erlaubnisschein für definierte Zwecke, z. B. zur Rattenvertilgung, kaufen konnten.
- DDR-Offizin aus der Adler-Apotheke Fehrbellin (1960er und 1970er Jahre) mit Original-Einrichtung und zahlreichen Fertigarzneimitteln
- Galenisches Labor mit Destillier- und Feuerungsanlagen, Trocknungsofen, Tinkturenpresse und vielen weiteren Geräten, die zum Handwerkszeug des Apothekers gehörten.

## Galerie

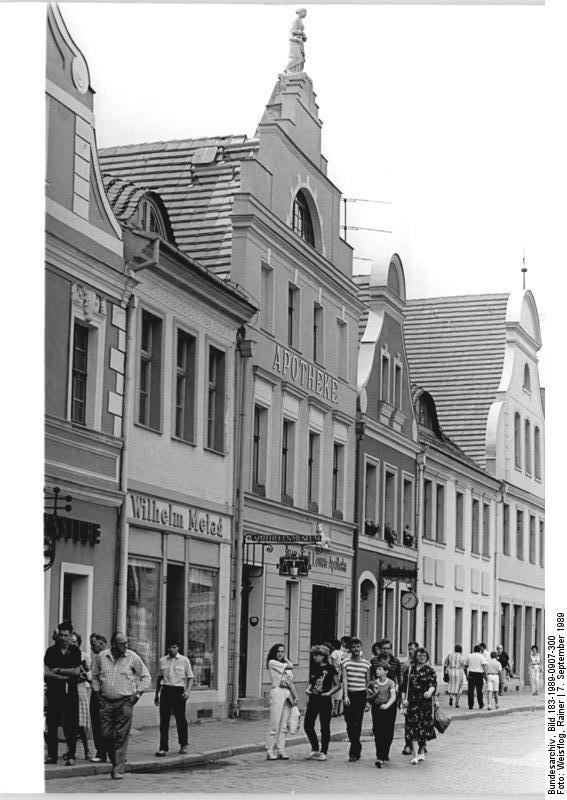
Fassade
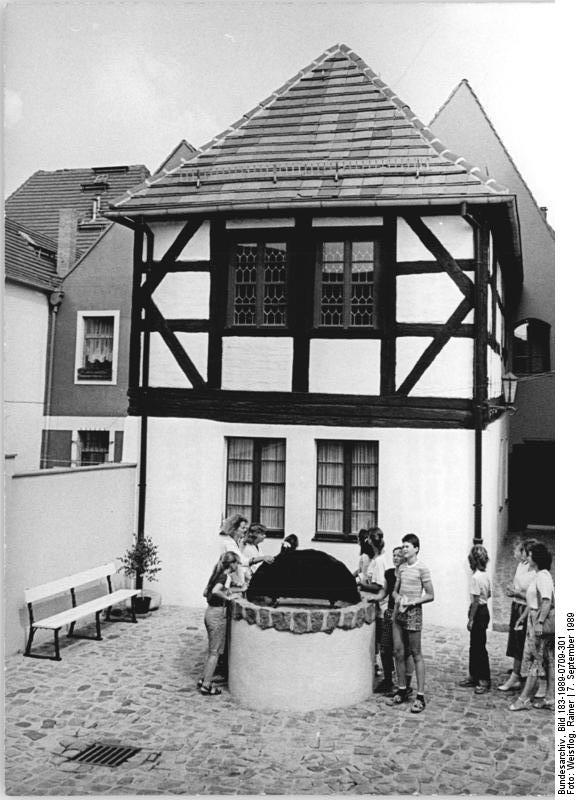
Hofgebäude
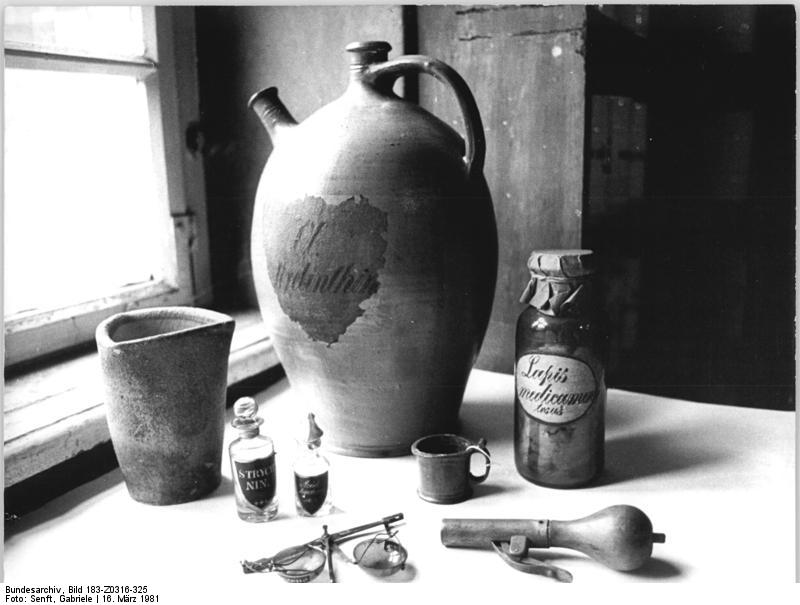
Detail aus der Sammlung